# Préfixe de Segment de Programme
Le Préfixe de Segment de Programme (Program Segment Prefix, ou PSP) est une structure de données utilisées par les systèmes DOS. Elle est construite pour chaque processus créé (.com ou .exe), et fait 256 octets de données spéciales.
Pour les fichiers .com, le PSP est au début du fichier, pour les fichiers .exe, le PSP est à la fin du fichier.[réf. nécessaire]